# Rallye Dakar 1983
Navigation
Édition précédente Édition suivante
Le Rallye Dakar 1983 ou Paris-Dakar 1983 est la cinquième édition du Rallye Dakar. Le départ est donné le 1er janvier 1983 à Paris et il se termine le 20 janvier 1983. Sur les 385 engagés qui prennent la route (253 autos/camions, 132 motos), seuls 123 véhicules gagnent l'arrivée. Jacky Ickx et Claude Brasseur remportent la catégorie auto, Hubert Auriol la catégorie moto et Georges Groine, Thierry de Saulieu et Bernard Malferiol la catégorie camion.

## Étapes

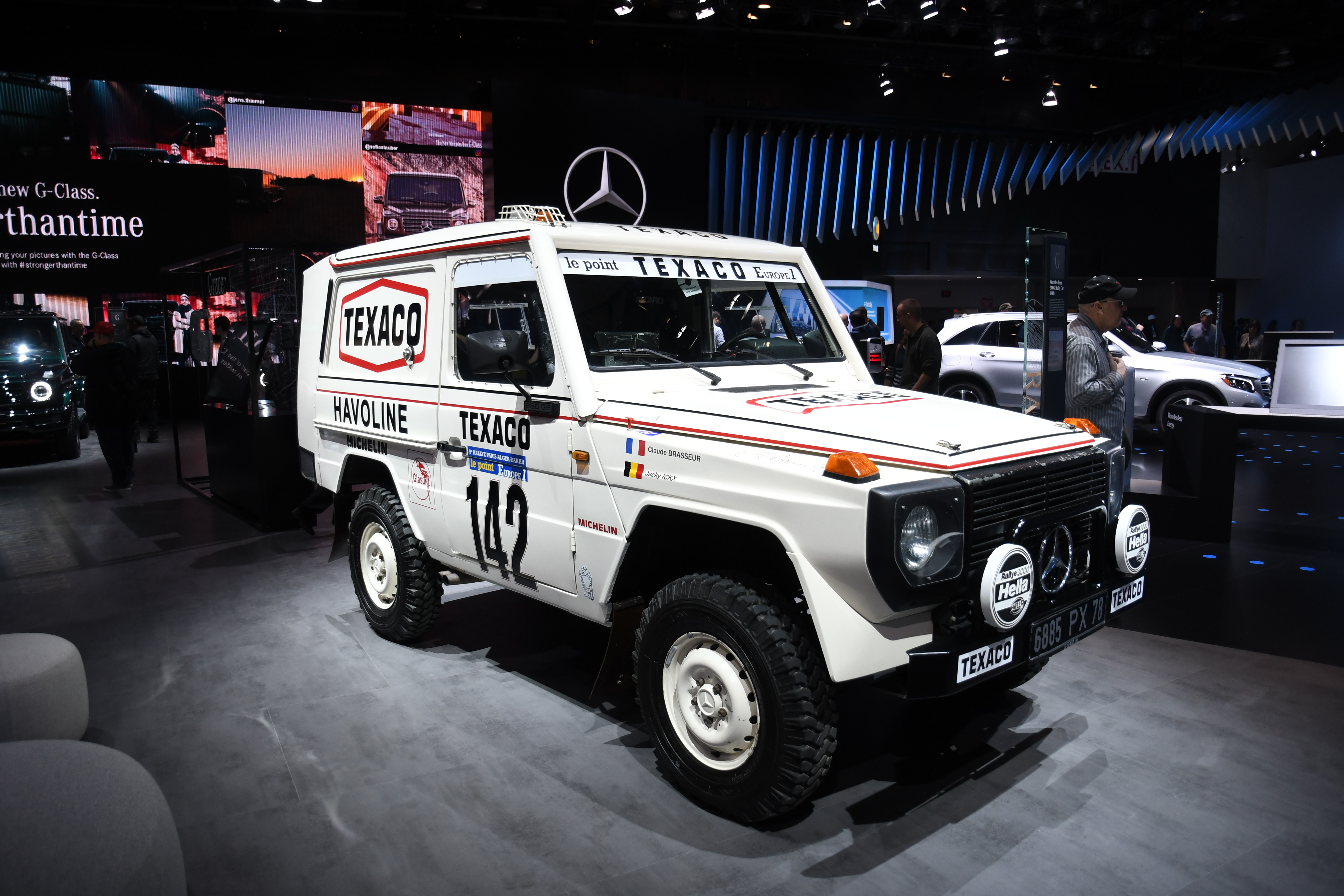
La Mercedes-Benz 280 GE gagnante du Rallye Dakar 1983.

| Étape | Date           | De                       | À                                     | Total (km) |
| ----- | -------------- | ------------------------ | ------------------------------------- | ---------- |
| 1     | 1er janvier    | Paris France             | Olivet France (Circuit de la Grémuse) | 3,6        |
| 2     | 2 janvier      | Olivet France            | Garrigues France                      | 10         |
|       | 3 et 4 janvier | Transport vers l'Afrique |                                       |            |
| 3     | 5 janvier      | Alger Algérie            | Touggourt Algérie                     | 771        |
| 4     | 6 janvier      | Touggourt Algérie        | Ouargla Algérie                       | 171        |
| 5     | 7 janvier      | Ouargla Algérie          | Chebaba Algérie                       | 442        |
| 6     | 8 janvier      | Chebaba Algérie          | Bordj Omar Driss Algérie              | 459        |
| 7     | 9 janvier      | Bordj Omar Driss Algérie | Illizi Algérie                        | 320        |
| 8     | 10 janvier     | Illizi Algérie           | Djanet Algérie                        | 401        |
| 9     | 11 janvier     | Djanet Algérie           | Chirfa (de) Niger                     | 532        |
| 10    | 12 janvier     | Chirfa (de) Niger        | Dirkou Niger                          | 240        |
| 11    | 13 janvier     | Dirkou Niger             | Agadez Niger                          | 617        |
| 12    | 14 janvier     | Agadez Niger             | Ingall Niger                          | 115        |
| 13    | 15 janvier     | Ingall Niger             | Nara Mali                             | canc.      |
| 14    | 16 janvier     | Nara Mali                | Timbedra Mauritanie                   | 162        |
| 15    | 17 janvier     | Timbedra Mauritanie      | Kiffa Mauritanie                      |            |
| 16    | 18 janvier     | Kiffa Mauritanie         | Kaédi Mauritanie                      | 307        |
| 17    | 19 janvier     | Kaédi Mauritanie         | Tiougoune Sénégal                     | 470        |
| 18    | 20 janvier     | Tiougoune Sénégal        | Dakar Sénégal                         | 130        |

## Classements finaux

### Motos
| Pos. | Pilote                             | Pays     | Moto   |
| ---- | ---------------------------------- | -------- | ------ |
| 1    | Hubert Auriol                      | France   | BMW    |
| 2    | Patrick Dobrecq                    | France   | Honda  |
| 3    | Marc Joineau                       | France   | Suzuki |
| 4    | Olivier Kirpatrick                 | Belgique | Yamaha |
| 5    | Serge Bacou                        | France   | Yamaha |
| 6    | Alain Spira                        | Belgique | Honda  |
| 7    | Jean-Claude Olivier                | France   | Yamaha |
| 8    | Anne Kies                          | Pays-Bas | Yamaha |
| 9    | Jean-Claude Morellet (dit Fenouil) | France   | BMW    |
| 10   | Cyril Neveu                        | France   | Honda  |

- Hubert Auriol remporte quatre étapes dont les quatre consécutivement (étapes 7 à 11)[1].
- Patrick Dobrecq, Philipe Vassard et Serge Bacou  remportent deux étapes[1].

### Autos
| Pos. | Pilote / copilote                    | Pays            | Auto       |
| ---- | ------------------------------------ | --------------- | ---------- |
| 1    | Jacky Ickx Claude Brasseur           | Belgique France | Mercedes   |
| 2    | André Trossat Jean-Claude Briavoine  | France          | Lada       |
| 3    | Pierre Lartigue Patrick Destaillats  | France          | Land Rover |
| 4    | Gérard Sarrazin Pierre Bouille       | France          | Land Rover |
| 5    | Médéric Simbille Annick Simbille     | France          | Mercedes   |
| 6    | Guy Colsoul Alain Lopes              | Belgique        | Mercedes   |
| 7    | Jean-Jacques Ratet Daniel Jacquemard | France          | Toyota     |
| 8    | Gérard Planson Frédéric Planson      | France          | Mercedes   |
| 9    | Claude Marreau Bernard Marreau       | France          | Renault    |
| 10   | Jean-Pierre Kurrer Pierre Zanone     | France          | Portaro    |

- À égalité les duos Jacky Ickx / Claude Brasseur et André Trossat / Jean-Claude Briavoine remportent cinq étapes[1].
- Le duo Claude Marreau / Bernard Marreau remporte deux étapes[1].

### Camions
| Pos. | Pilote / copilote                                   | Pays              | Camion   |
| ---- | --------------------------------------------------- | ----------------- | -------- |
| 1    | Georges Groine Thierry de Saulieu Bernard Malferiol | France            | Mercedes |
| 2    | Hasse Henriksson Sture Bernhardsson John Granäng    | Pays-Bas Suède    | Volvo    |
| 3    | Jan de Rooy Joop Roggenband Yvo Geusens             | Pays-Bas Belgique | DAF      |
| 4    | Jean-claude Avoyne Patrick Deblandre Adolf Dierl    | France Allemagne  | MAN      |
| 5    | Etienne Martinez, Bernard Langlois                  | France            | Mercedes |
| 6    | Jean Salou, Yves Barazer, Daniel Nollan             | France            | Mercedes |
| 7    | Jacques Frumholtz, Jean-Claude Marie, Pierre Faure  | France            | Renault  |
| 8    | Jocelyn Minatchy, Marc Tassin, Jean-Yves Hellio     | France            | MAN      |